# Министерство образования Великобритании
Министерство образования Великобритании (англ. Department for Education) — департамент правительства Великобритании. Отвечает за вопросы, затрагивающие людей в Англии до 19 лет, в том числе вопросы защиты детей и образования.

## История
- Комитет Тайного совета по образованию (1839—1899)
- Департамент образования (1856—1899)
- Совет по образованию (1899—1944)
- Министерство образования (1944—1964)
- Министерство образования и науки (1964—1992)
- Министерство образования (1992—1995)
- Министерство образования и занятости (МОЗ; 1995—2001)
- Министерство образования и навыков (МОПП; 2001—2007)
- Министерство по делам детей, школ и семей (DCSF; 2007—2010)
- Министерство образования (с 2010 года)

## Обязанности
Министерство несёт прямую ответственность за состояние школ в Англии.

## Руководители

### Государственный секретарь образования
- Майкл Гоув (12 мая 2010 — 15 июля 2014)
- Никки Морган (14 мая 2015 — 13 июля 2016)
- Джастина Грининг (14 июля 2016 — 8 января 2018)
- Дэмиан Хайндс (8 января 2018 — 24 июля 2019)
- Гэвин Уильямсон (24 июля 2019 — 15 сентября 2021)
- Надхим Захави (15 сентября 2021 — 5 июля 2022)
- Мишель Доунлан (5 июля 2022 — 7 июля 2022)
- Джеймс Клеверли (7 июля 2022 — 6 сентября 2022)
- Кит Молтхаус (6 сентября 2022 — 25 октября 2022)
- Джиллиан Киган (25 октября 2022 — 5 июля 2024)
- Бриджет Филлипсон (с 5 июля 2024)